# Wyszukiwanie wyczerpujące
Wyszukiwanie wyczerpujące (ang. exhaustive search), metoda siłowa (ang. brute force) – metoda polegająca na analizie wszystkich potencjalnych rozwiązań zadania w celu wybrania tego, które spełnia warunki zadania.
Złożoność obliczeniowa algorytmów realizujących wyszukiwanie wyczerpujące jest zazwyczaj bardzo duża, często wykładnicza. Metodę tę stosuje się do rozwiązywania problemów, dla których znalezienie rozwiązania za pomocą innych dokładnych metod jest niemożliwe lub zbyt trudne.